# Pegomya aninotata
Pegomya aninotata är en tvåvingeart som först beskrevs av Huckett 1939.  Pegomya aninotata ingår i släktet Pegomya och familjen blomsterflugor. Arten är reproducerande i Sverige. Inga underarter finns listade i Catalogue of Life.